# Adolfo Lima
Adolfo Justino Lima Camejo (Cerro Largo, 24 luglio 1990) è un calciatore uruguaiano, centrocampista dei Melo Wanderers.